# La Vergne (Charente-Maritime)
La Vergne é uma comuna francesa localizada na região administrativa da Nova Aquitânia, no departamento de Charente-Maritime. Estende-se por uma área de 13,97 km². Em 2010 a comuna tinha 596 habitantes (densidade: 42,7 hab./km²).